# Technos

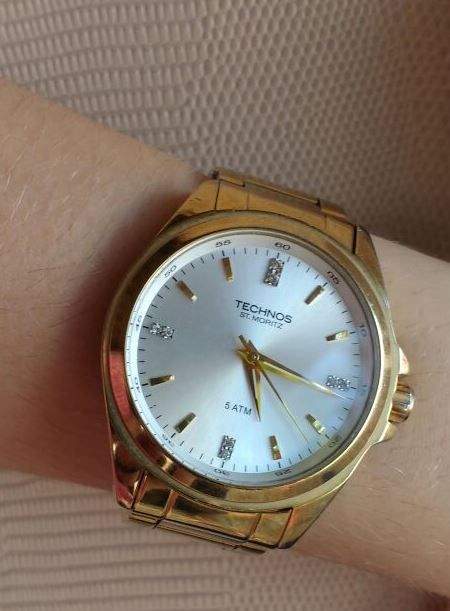
Relógio Technos.

Technos é uma fábrica de relógios brasileira fundada na Suíça, em 1900.

## Histórico
A Technos foi  fundada em 1900, na Suíça, pela família Gunziger, conhecida no setor relojoeiro. Em 1918, iniciou a fabricação de relógios de pulso. Em 1924, registrou o nome Technos, do grego techné, que significa arte ou destreza. 

### Venda no Brasil
Em 1956, o empresário brasileiro Mário Hilário Goettems fundou a importadora Centauro, que passou a ser a distribuidora exclusiva da Technos no Brasil. A companhia teve um crescimento significativo nas décadas de 1950 a 1970. Em 1973, o Brasil passou a ser o principal representante da marca no mundo e a companhia passou a vender mais um milhão de relógios por ano.

### Fábrica no Brasil
Em 1982 foi inaugurada o centro de montagem e distribuição em Manaus, que passou a montar os relógios no Brasil. Ao final da década de 1980, já liderava o mercado nacional de relógios.

### Compra da marca
Em 1994, Mário Goettems comprou os direitos da marca, transferiu a sede para o Brasil e a Technos tornou-se uma marca brasileira.

### Século 21
Em 2002 passou a explorar marcas de terceiros ao licenciar a “Mormaii” e distribuir de forma exclusiva produtos identificados como “Seiko”. 

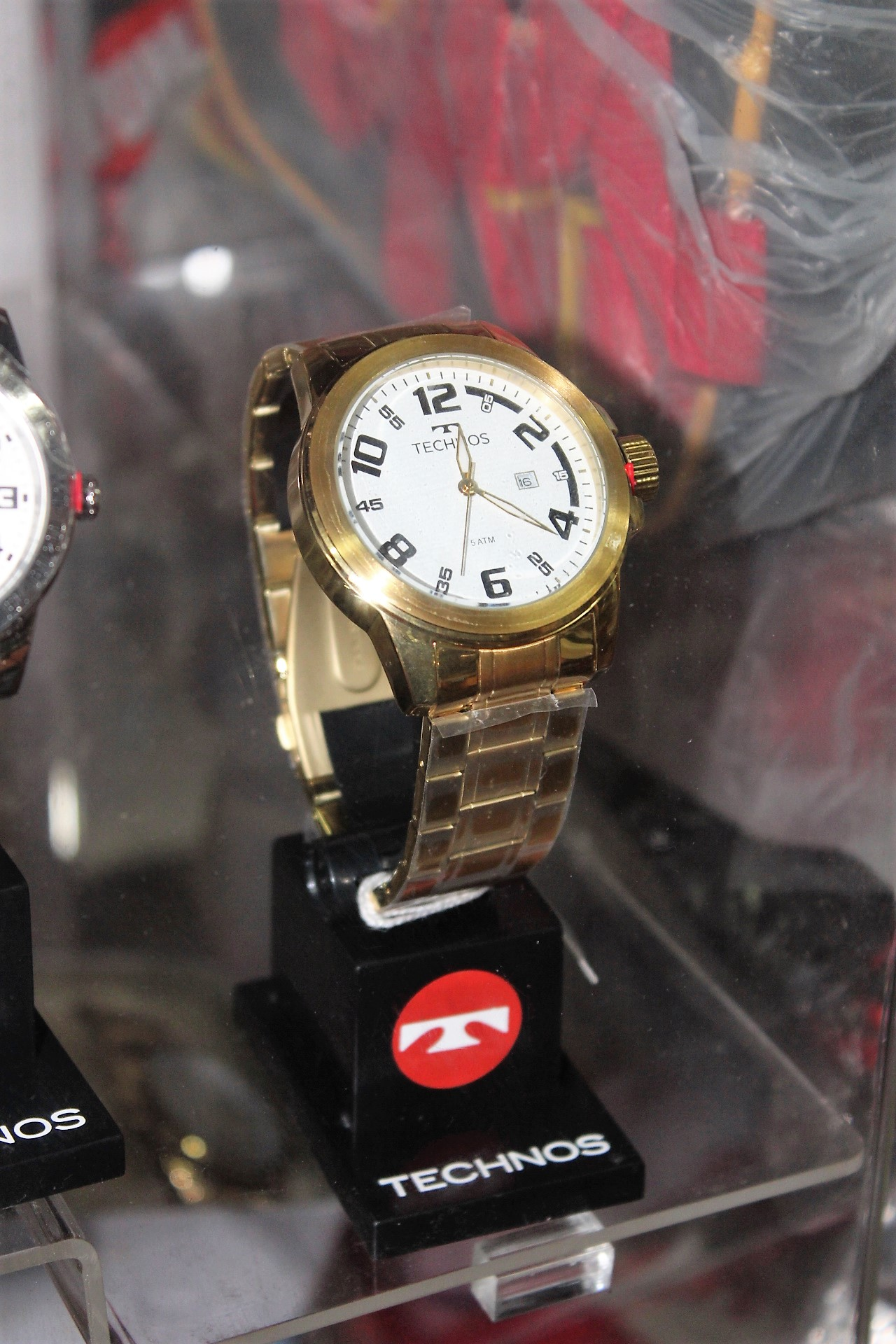
Um dos modelos numa vitrine.

Em 2008, o controle da companhia passa para o Fundo de Investimentos e Participações GMT, que tem entre seus cotistas um grupo de executivos da Companhia.
Em 2009 foi licenciada a marca “Euro”, visando o mercado de moda direcionado principalmente para o público feminino.  No ano seguinte foi relançada a marca “Mariner”,  grande sucesso dos anos 80, voltada para o público jovem e com objetivo de reassumir a liderança no mercado recém reexplorado de relógios troca-pulseira.
Em 2010 abriu uma subsidiária na China e em 2011 o Grupo Technos passou a ser uma empresa de capital aberto.
Em 2012 foi relançada a Allora,  marca do segmento feminino econômico de moda. Firmado um contrato de distribuição e direito de uso da marca “Timex”  de forma exclusiva em todo o território nacional, reforçando a posição da empresa no segmento esportivo. A Touch, empresa que desenvolve e comercializa relógios e óculos com distribuição exclusiva para uma rede de franquias, foi adquirida pelo grupo.
Em 2013 adquiriu o Grupo Dumont Saab e passou a deter as marcas Dumont e Condor, além de onze marcas de relógio internacionais licenciadas do Grupo Fossil no Brasil, tais como a Fossil, Diesel, Marc Jacobs, Armani Exchange, DKNY, Empório Armani, Adidas e Michael Kors, Tory Burch, Burberry e Skagen. Em Janeiro de 2015, o Grupo rescindiu o contrato de distribuição exclusiva da marca “Seiko“. 
Atualmente, o grupo Technos possui 10 marcas em seu portfólio. 

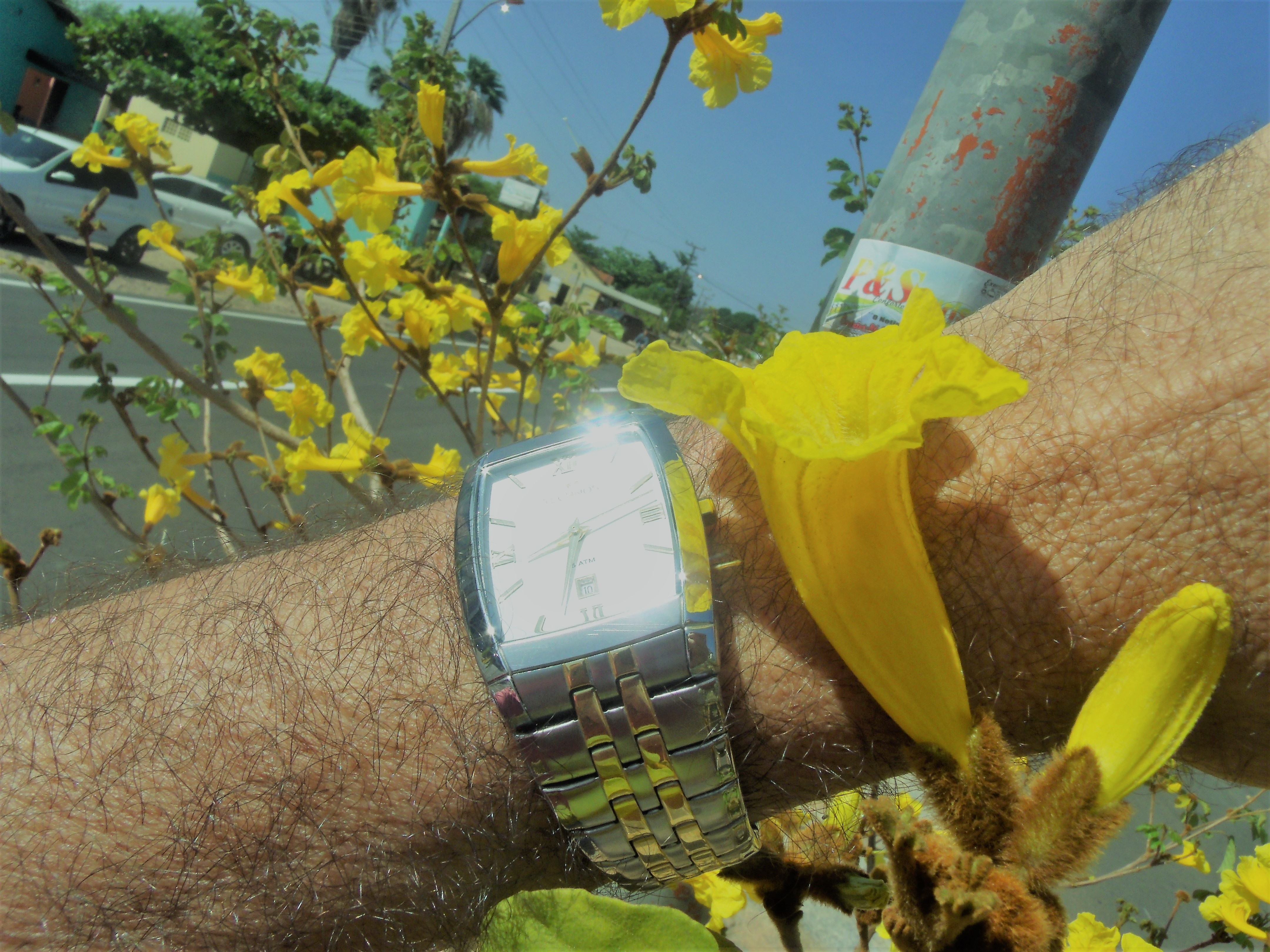
Numa florada de Ipê

## Coleções[4]
- Carbon
- Digitech
- Golf
- Grandtech
- Legacy
- Miliatr
- Racer
- Riviera
- Skydiver
- Skymaster